# Émilie Luc-Duc
Émilie Luc-Duc, née en 1980, est une créatrice parisienne, directrice artistique et designer de vêtement pour différentes maisons de prêt-à-porter et de luxe.

## Biographie
Émilie Luc-Duc est diplômée des métiers d'art en costume, et d'un master en arts et culture. C'est une ancienne élève de l'Institut français de la mode (IFM - promotion 2006),.
Elle travaille ensuite pour Vanessa Bruno, pour les collections Iro, puis en Asie. Elle se spécialise en maille et dessine des collections pour Anne Valérie Hash et pour Dior Enfant,,.
De 2011 à 2013, elle collabore avec la marque Rodier, en tant que directrice artistique pour réinterpréter la maille,,. Un choix assez logique pour cette entreprise picarde qui, au début du XXe siècle, était spécialisé dans le jersey, production sélectionnée par Coco Chanel et que celle-ci transformait en tailleurs. Émilie Luc-Duc y succède à Gaspard Yurkievich, et y apporte « un sens de la couleur, une patte féminine, délicate et graphique qui la caractérise ». Elle y conçoit une collection contemporaine sur les lignes et réaliste sur les prix, une mode technique, avec une recherche sur la matière. Cette collaboration se termine fin 2013.
Depuis 2012, elle collabore également avec la marque Repetto, pour le lancement de collections de prêt-à-porter dans cette maison spécialisée initialement sur la chaussure et plus particulièrement sur la chaussure de danse,. « Pour la première, celle de l'été 2013, elle a transformé les tutus vaporeux et les justaucorps en Lycra qui font la notoriété de la marque française, fondée par la mère de Roland Petit en 1947, en vêtements de ville », écrit Sandrine Merle dans Les Échos, précisant encore « derrière l'apparente simplicité des pièces, se dissimule toujours une complexité technique, car Émilie maîtrise parfaitement la construction du vêtement ».

### Vidéos
- « 3 min avec... la nouvelle créatrice de Rodier », sur le site de Elle, 4 avril 2012.